# بدر الدين العلائي
بدر الدين العلائي هو بدر الدين محمد بن قرقماس السيفي العلائي توفي عام (942 ه‍- 1535 م)
مؤرخ مصري، حنفي المذهب. يظن أنه صاحب كتاب في (التاريخ) وجد الجزء الخامس منه مخطوطا، وهو مرتب على السنين، جاء في آخر هذا الجزء: «وكان الفراغ من كتابة هذا الكتاب المبارك على يد محمد ابن المرحوم سيف الدين قرقماس العلائي. في ثامن عشرين ذى الحجة الحرام سنة ثمانية عشر وتسعمائة».